# Polideportivo Artaleku
El polideportivo Artaleku es una instalación deportiva de Irún (Guipúzcoa, España). Inaugurada en 1987, incluye piscinas, gimnasios, trinquete y una pista polideportiva con capacidad para 2686 personas. Su uso principal son los entrenamientos y partidos del equipo de balonmano C. D. Bidasoa, aunque también es usado por escolares, equipos de baloncesto, fútbol sala. Además, en Artaleku se han celebrado conciertos y otros eventos de carácter cultural.
- Datos: Q6081741